# 胡爾賓齊 (波爾塔瓦州)
參數所指定的目標頁面不存在，建議更正成存在頁面或直接建立下列一個頁面（建立前請先搜尋是否有合適的存在頁面可以取代）：
- 胡爾賓齊

50°21′38″N 32°28′36″E / 50.36056°N 32.47667°E
胡爾賓齊（羅馬化：Hurbyntsi）是烏克蘭中部的村莊，隸屬波爾塔瓦州的盧布尼區。該村距離克羅特1公里，面積2.89平方公里，海拔高度104米，2001年人口325。